# Bướm bạc Biên Hòa
Bướm bạc Biên Hòa, tên khoa học Mussaenda hoaensis, là một loài thực vật có hoa trong họ Thiến thảo. Loài này được Pierre ex Pit. mô tả khoa học đầu tiên năm 1923.